# Pardosa angustifrons
Pardosa angustifrons este o specie de păianjeni din genul Pardosa, familia Lycosidae, descrisă de Caporiacco, 1941.
Este endemică în Etiopia. Conform Catalogue of Life specia Pardosa angustifrons nu are subspecii cunoscute.